# Nâng tạ đòn

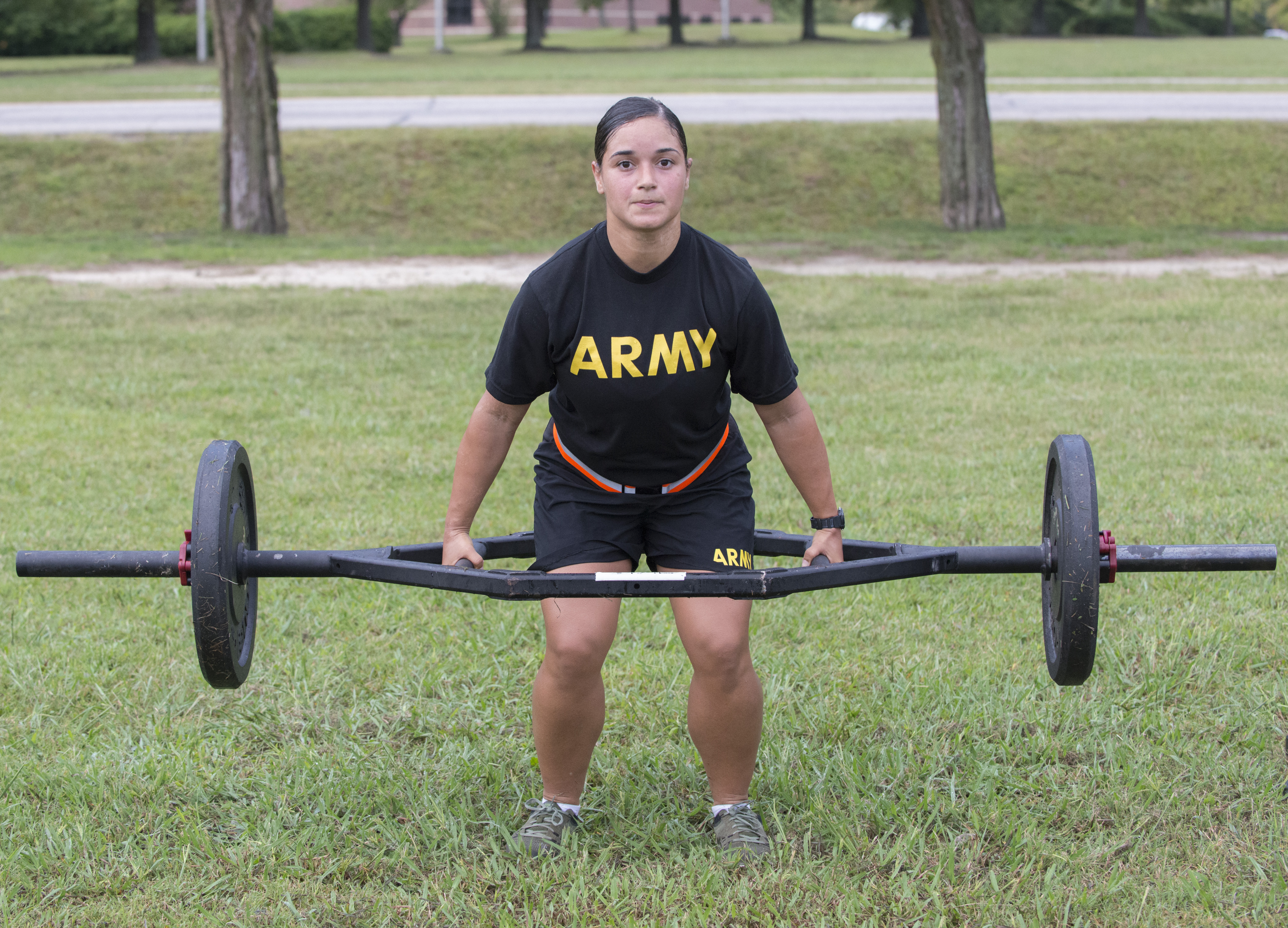
Một nữ quân nhân Mỹ đang thực hiện động tác nâng tạ đòn (Deadlift)

Nâng tạ đòn (Deadlift)  là một bài tập tạ và bài tập sức mạnh trong đó người thực hiện sẽ dùng sức mạnh và kỹ thuật để nâng thanh tạ đòn lên khỏi mặt sàn cho đến ngang hông, thân mình vuông góc với sàn, siết giữ một lúc trước khi thả tạ trở lại mặt sàn. Đây là một trong ba bài tập cử tạ, cùng với bài tập Squat (ngồi xổm gánh tạ) và bài tập đẩy ngực, cũng như một lần nâng tạ thường xuyên trong cuộc thi những người khỏe mạnh (lực sĩ). Đây là bài tập theo hình thức phức hợp (Compound) huy động sức mạnh toàn thân, sư phối hợp nhịp nhàng của các nhóm cơ như cơ ngực, cơ mông, cơ đùi, lưng có tác dụng giúp loại bỏ mỡ thừa, hình thành và phát triển cơ bắp hiệu quả. Có hai kiểu Deadlift thường được sử dụng trong các cuộc thi: Nâng tạ đòn thông thường và nâng tạ đòn trong thế Sumo (Sumo deadlift). Trong khi cả hai phong cách này đều được phép theo luật cử tạ, chỉ có tư thế thông thường mới được phép trong bộ môn cử tạ.

## Kỹ thuật

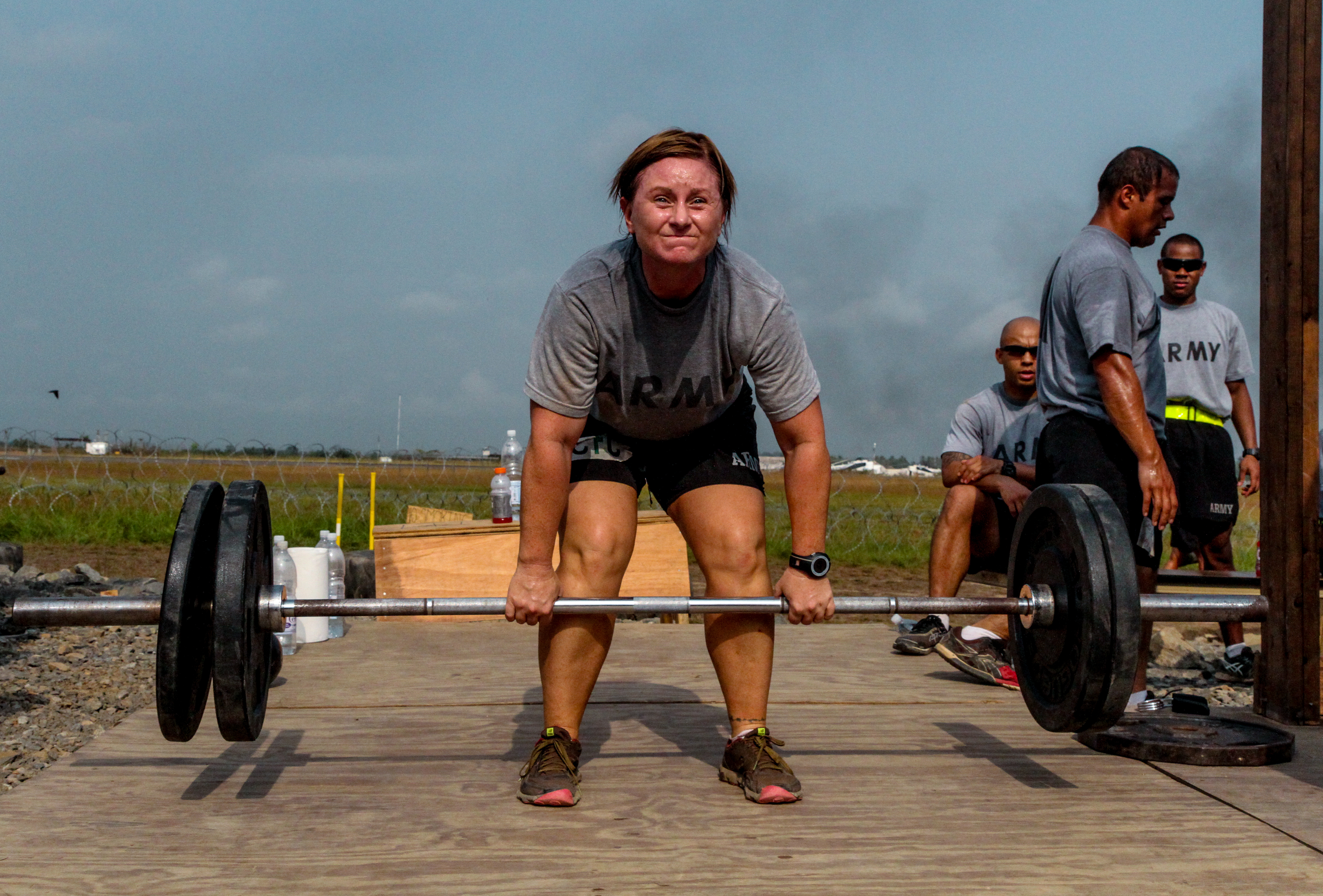
Động tác nâng tạ (kéo tạ) lên khỏi mặt đất, đây là động tác khó, hao sức nhất và cũng dễ dính chấn thương nếu không đúng kỹ thuật

Bài tập Deadlift sử dụng một thanh tạ nâng lên khỏi sàn đến ngang hông. Bài tập deadlift thông thường có thể được chia thành ba phần gồm chuẩn bị, nâng tạ lên cao và khóa tư thế. Bắt đầu bằng việc đứng thẳng lưng và dang rộng hai chân sao cho khoảng cách giữa hai chân rộng bằng vai hoặc hơn vai một chút. Hai tay giữ thật chặt thanh tạ đòn, hai cẳng chân chạm thanh tạ đòn, còn hai cẳng tay chạm được vào mặt ngoài của đùi. Tiếp đến là điều chỉnh tư thế (Setup), chú ý giữ phần xương cột sống luôn ở trong vị trí trung tâm, không hướng xuống cũng không hướng lên. Nhẹ nhàng đưa phần hông xuống thấp, mặt giữ thẳng theo hướng phía trước mặt. Hai vai ép thật chặt, hướng về phía sau nhưng không được để cong. Khi thực hiện động tác Deadlift, người tập sẽ ở tư thế tạo áp lực lệch tâm lên cơ mông lớn, cơ mông nhỏ, cơ nhị đầu đùi, cơ bán gân và cơ bán màng trong khi các cơ ở thắt lưng co lại theo phương đẳng trương nhằm cố gắng ổn định cột sống.
Sau khi điều chỉnh tư thế về trạng thái thoải mái và phù hợp, thì sử dụng hai tay nắm thật chặt thanh tạ đòn, đẩy mạnh hai chân theo hướng xuống phía dưới để hai chân tạo được lực đủ mạnh nhằm nâng tạ lên, hai tay luôn giữ chặt, đẩy hông và phần vai hướng lên trên một chút. Sau đó, kết hợp với sức lực của thân người trên để nâng tạ lên cao cho đến khi tạ nằm ở giữa đùi trên. Đây là động tác của bài tập tạo ra lực lớn nhất. Bằng cách đẩy xuống qua gót chân trong khi đồng thời đẩy lên và về phía trước bằng hông và giữ xương bả vai ép xuống và cột sống căng dài. Đây được coi là phần khó nhất của toàn bộ chuyển động do lượng công việc cần thiết để nâng thanh tạ đòn lên khỏi mặt đất.
Trong khi nâng tạ, cần chú ý đẩy mạnh vào hai mũi chân xuống tiếp, theo sau lực đẩy của phần gót chân, giữ thanh tạ luôn tiếp xúc với thân người khi thực hiện động tác. Sau khi thực hiện nâng tạ đúng chuẩn, tư thế tiếp theo là hạ tạ xuống, từ từ hạ thanh tạ đòn xuống cho đến khi thấy tạ chạm sàn thì dừng lại và tiếp tục tiến hành nâng tạ lên để kéo dài thời gian thực hiện, tiến hành thật chậm để có thể cảm nhận được sự căng cứng của các bó cơ. Động tác Deadlift thực hiện khá đơn giản, nhưng nếu sai kỹ thuật thì sẽ làm giảm hiệu quả và tăng nguy cơ chấn thương, do đó cần chú ý tư thế đứng, nâng tạ, hạ tạ đúng chuẩn, phối hợp với nhịp thở đều đặn. Một số người nâng tạ thích hơi cong lưng, nhưng lưng cong quá mức có thể khiến vật nặng được nâng lên một cách vụng về và tạo quá nhiều áp lực hoặc căng thẳng lên lưng, có thể dẫn đến chấn thương. Đầu gối phải cong hoàn toàn hơn khi hạ thanh tạ xuống để giữ cột sống ở vị trí trung lập.

## Kỷ lục gia

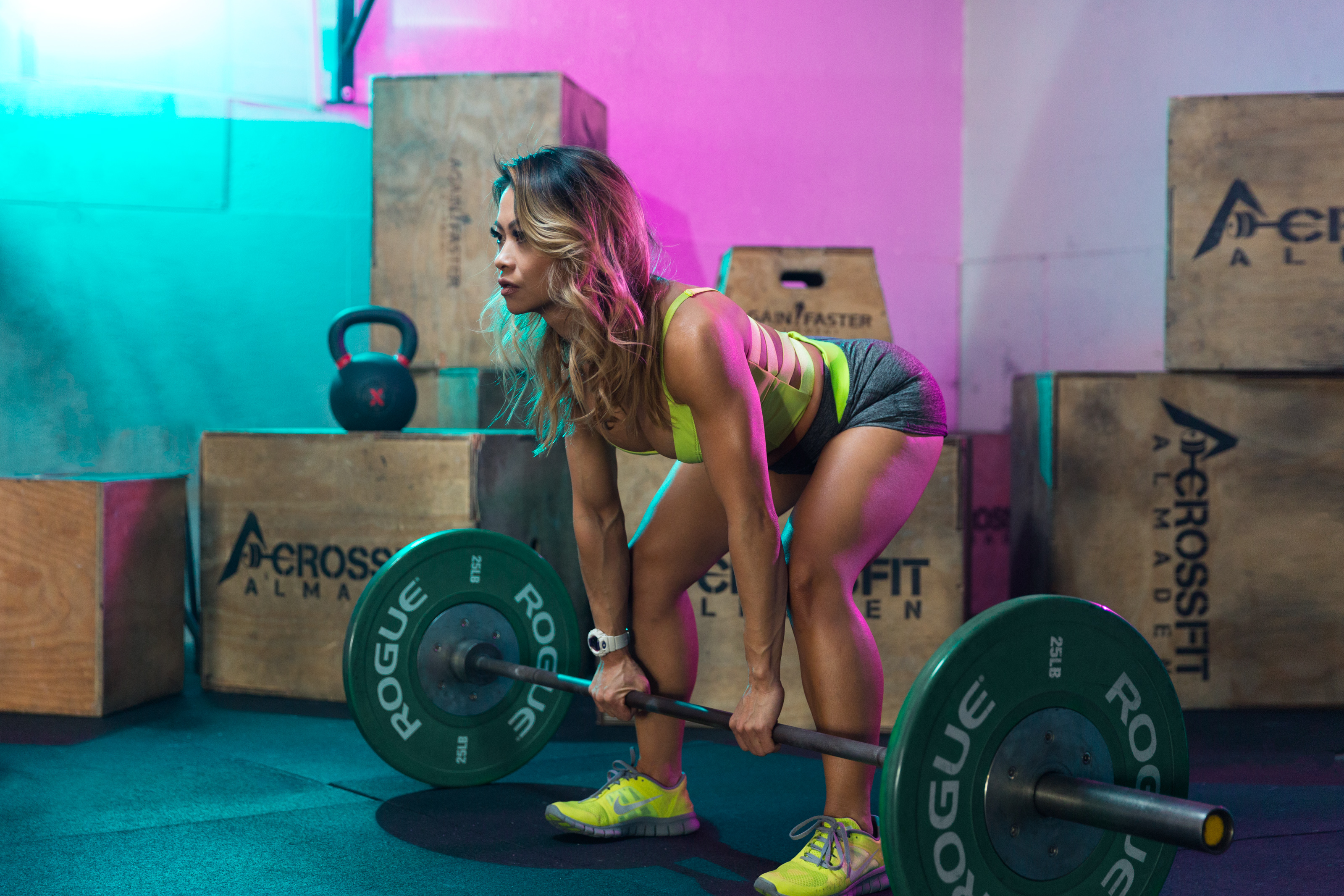
Vận động viên Kathy Nguyen đang vào bài nâng tạ đòn

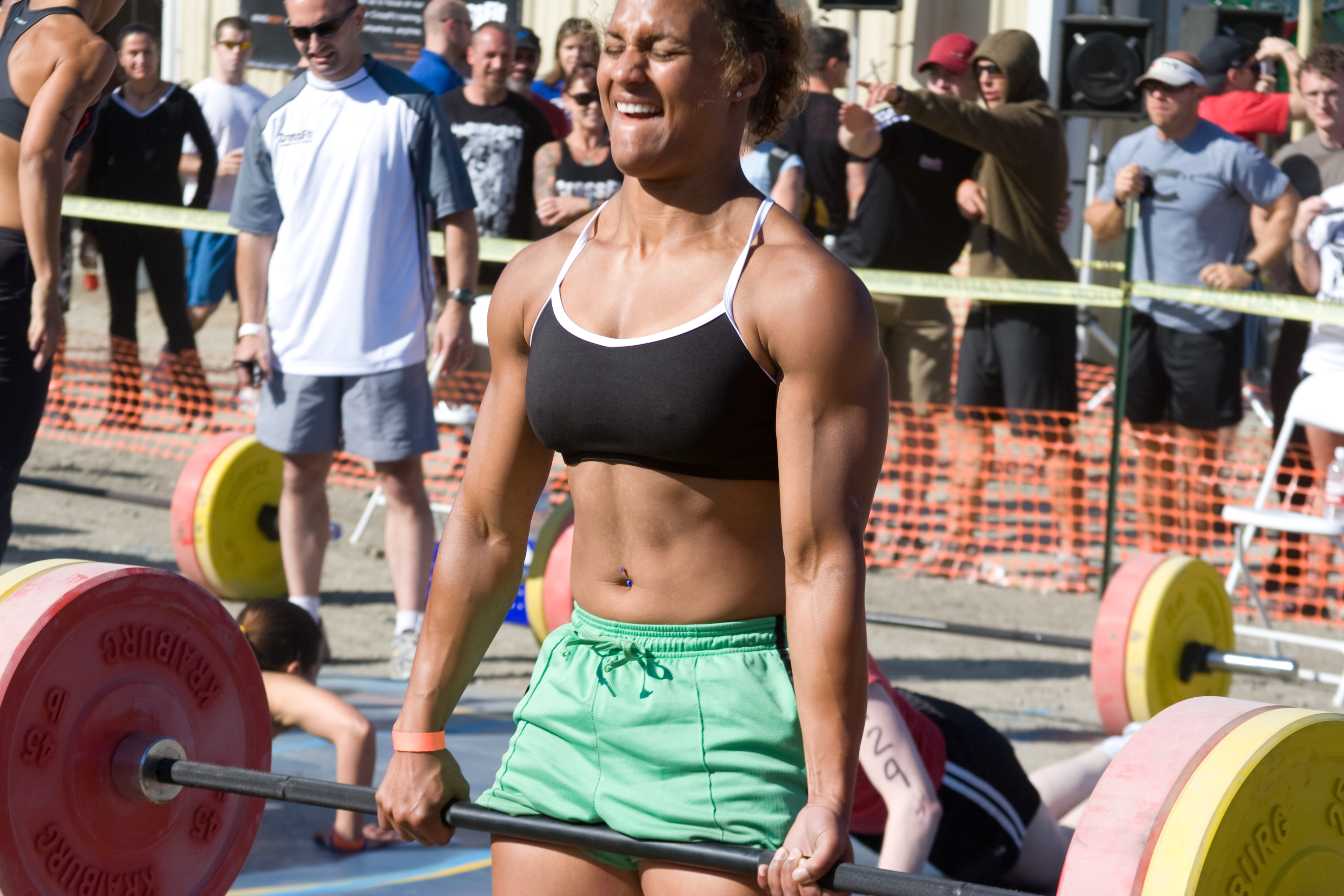
Một cuộc thi CrossFit Games năm 2008 với nội dung nâng tạ đòn

- Hafþór Júlíus Björnsson  (2019)[5]
- Hafþór Júlíus Björnsson  (2020)[6]
- Trey Mitchell  (2024)[7]
- Benedikt Magnússon  (2011)[8]
- Mikhail Koklyaev  (2012)[9]
- Konstantīns Konstantinovs  (2009)[10]
- Danny Grigsby  (2022)[11]
- Carl Myerscough  (2022)[12]
- Carl Myerscough  (2024)[13]
- Oleksii Novikov  (2022)[14]
- Rauno Heinla  (2022)[15]
- Kelvin de Ruiter  (2020)[16]
- Lucy Underdown  (2024)[17]
- Lucy Underdown  (2024)[18]
- Becca Swanson  (2005)[19]
- Denise Herber  (2024)[20]
- Brianny Terry  (2024)[21]
- Lyudmila Gaiduchenko  (2019)[22]
- Sarah Chappelow  (2024)[23]
- Andrea Thompson  (2022)[24]